# Bernard II (margrabia Marchii Północnej)
Bernard II (zm. między 1044 i 1051) – hrabia Haldensleben, margrabia Marchii Północnej.

## Życiorys
Bernard był synem hrabiego Haldensleben oraz margrabiego Marchii Północnej Bernarda I. Był następcą swego ojca, który ostatni raz w źródłach pojawia się w 1018. Bernard II ostatni raz wymieniony w źródłach jest w 1044. Niektórzy historycy uważają obu Bernardów za jedną i tę samą osobę.
Był dwukrotnie żonaty, raz z córką hrabiów Orlamünde, raz z nieślubną córką księcia ruskiego Włodzimierza I Wielkiego. Jego dziećmi byli:
- Thietburga (być może, mogła być córką Bernarda I),
- Wilhelm, jego następca,
- Konrad,
- Oda,
- Otto.